# Gàbia de ferro
Gàbia de ferro és un concepte sociològic encunyat per Max Weber que es refereix a l'augment de la racionalització de la vida social, sobretot en les societats capitalistes occidentals. La gàbia de ferro crea un sistema basat en l'eficiència teleològica, el control i el càlcul racional. Així mateix, Weber va descriure la burocratització de l'ordre social com "la nit polar de gelada foscor". L'expressió gàbia de ferro (iron cage) procedeix de la traducció que Talcott Parsons va fer en 1958 del llibre L'ètica protestant i l'esperit del capitalisme.

## La burocràcia
L'enfocament de Weber en la tendència a la racionalització el va portar a preocupar-se pel funcionament i l'expansió d'empreses a gran escala tant en el sector públic com en el privat de les societats modernes. La burocràcia pot considerar-se un cas particular de racionalització, aplicada a l'organització humana. La coordinació burocràtica de l'acció humana, creia Weber, és la marca distintiva de les estructures socials modernes. Per estudiar aquestes organitzacions, tant històricament com en la societat contemporània, Weber va desenvolupar les característiques d'una burocràcia de tipus ideal:
- Jerarquia d'autoritat
- Impersonalitat
- Regles de conducta escrites
- Promoció basada en assoliments
- Divisió especialitzada del treball
- Eficiència[2]

## Cost de les burocràcies
"El càlcul racional […] redueix cada treballador a un engranatge en aquesta màquina burocràtica i, veient-se a si mateix d'aquesta manera, simplement preguntarà com transformar-se […] en un engranatge més gran […] La passió per la burocratització en aquesta unió fa que ens desesperem".

- Pèrdua de la individualitat: el treball ara es ven a algú que té el control, i fa que els individus no siguen artesans i es beneficien del seu propi treball.
- Pèrdua d'autonomia: uns altres dicten el que valen els serveis d'un individu.
- Els individus desenvolupen una obsessió amb el canvi a posicions més grans i millors, però algú altre sempre determinarà el valor dels seus assoliments.
- Falta de llibertat individual; els individus ja no poden participar en una societat tret que pertanyen a una organització a gran escala, on se'ls assignen tasques específiques a canvi que renuncien als seus desitjos personals per complir amb els objectius de la burocràcia, i estiguen seguint l'autoritat legal.[4][5][6]
- Especialització: la societat es torna més interdependent i té un propòsit menys comú.[7] Hi ha una pèrdua en el sentit de comunitat perquè el propòsit de les burocràcies és fer el treball de manera eficient.[8]

- Les jerarquies burocràtiques poden controlar els recursos en la recerca dels seus propis interessos personals, i això afecta enormement la vida de les persones, les quals no en tenen control.
- També afecta l'ordre polític i els governs perquè les burocràcies es van construir per regular aquestes organitzacions, però la corrupció segueix sent un problema.
- L'objectiu de la burocràcia pot arruïnar l'ordre social. El que pot ser bo per a l'organització pot no ser-ho per a la societat en el seu conjunt, i pot danyar el futur de la burocràcia.
- Racionalització formal: la burocràcia té els seus problemes també. Hi ha control, despersonalització i creixent dominació. Un cop creada la burocràcia, el seu control és indestructible. Només hi ha un conjunt de regles i procediments, la qual cosa redueix a tots al mateix nivell. La despersonalització es produeix perquè les situacions individuals no es tenen en compte. El més important és que les burocràcies es tornaran més dominants amb el temps tret que es detinguin. En una societat industrial avançada, burocràtica, tot forma part de la màquina en expansió, fins i tot les persones.

Per tant, segons Weber, si bé se suposa que les burocràcies es basen en la racionalització, actuen de manera exactament oposada. Les burocràcies polítiques s'estableixen per protegir les nostres llibertats civils, però les violen amb les seves normes imponents. El desenvolupament i les burocràcies agrícoles s'estableixen de manera tal que ajuden als agricultors, però els treuen del negoci a causa de la competència del mercat a la qual contribueixen les burocràcies. Les burocràcies de servei, com l'atenció mèdica, estan preparades per ajudar els malalts i ancians, però després neguen l'atenció segons criteris específics.